# Szürreális számok

A szürreális számok fa szerkezetű megjelenítése

A szürreális számok olyan számrendszert, illetve lineáris kontinuumot alkotnak, amely tartalmazza a valós számokat, valamint végtelen és infinitezimális mennyiségeket is. Bármely valós szám szürreális számokkal van körülvéve, amelyek közelebb vannak hozzá minden valós számnál. Ebben hasonlítanak a hiperreális számokra, de konstrukciójukban különböznek, viszont tartalmazzák a hiperreális számokat is. A valós számokon szokásos alapműveletek és rendezés kiterjeszthető rájuk.
A szürreális számokat John Horton Conway brit matematikus konstruálta meg, és Donald Knuth amerikai számítástudós tette közismertté Számok valóson innen és túl című könyvével; az elnevezés is Knuthtól származik. Conway eredetileg csak számoknak nevezte őket. Ez a könyv nem szakkönyv, hanem párbeszédes regény. A szürreális elnevezés francia eredetű, jelentése: valóságon túli. Az elnevezés Conwaynek is tetszett, és átvette. Leírta a szürreális számokat, és játékok, többek között a go elemzésére használta On Numbers and Games (1976) című könyvében.

## Motiváció
A szürreális számok több szempontból is érdekesek. Két egyszerű művelettel keletkeznek a semmiből, azonban tulajdonságaikban hasonlítanak a valós számokra. Segítenek bebizonyítani a valós számok alapvető tulajdonságait is, például {\displaystyle x\leq x}, vagy ha {\displaystyle x=y}, akkor {\displaystyle x+z=y+z}. Lehetőséget adnak az absztrakt algebra módszereinek gyakorlására is. Conway a játékok elemzésére is felhasználta a számkört.
Mindezek mellett a szürreális számok a nem standard analízis számára is modellt alkotnak, amiben infinitezimális számok léteznek. Mielőtt azonban definiálnánk őket, tisztában kell lennünk azzal, hogy a konstrukciót halmazelméleti eszközökkel végezzük, tehát nem számtani műveletekkel.

## Konstrukció
A szürreális számok konstrukciója a Dedekind-szeletekére hasonlít. A szám megadásához két halmazt kell definiálni, amelyek közül az egyik a kisebb, a másik a nagyobb számokat tartalmazza; ezeket a továbbiakban rendre L és R jelöli. A számot ez a két halmaz határozza meg, jelölése L | R. A két halmaznak csak azt a kikötést kell teljesítenie, hogy L összes elemének kisebbnek kell lennie R minden eleménél. Például a {\displaystyle \{\{1,2\}|\{5,8\}\}} konstrukció érvényes 2 és 5 közötti számot ad; hogy melyiket, azt majd később meglátjuk. Ezek a halmazok üresek is lehetnek. Az {\displaystyle \{L|\emptyset \}} értelmezése: egy szám, ami L minden eleménél nagyobb, és hasonlóan, {\displaystyle \{\emptyset |R\}} jelentése: egy szám, ami R minden eleménél kisebb. A konstrukció rekurzívvá tevéséhez először a rendezést kell kiterjeszteni.

### Konstrukciós és összehasonlítási szabály
Konstrukciós szabály: Legyenek L és R szürreális számokból alkotott halmazok. Ha az L és az R halmazokra teljesül, hogy R egy eleme sem kisebb vagy egyenlő, mint L elemei, akkor a halmazpár szürreális számot definiál.
Rendezési szabály: Az {\displaystyle x=\{L_{x}|R_{x}\}} és az {\displaystyle y=\{L_{y}|R_{y}\}} szürreális számokra akkor teljesül {\displaystyle x\leq y}, ha {\displaystyle y} kisebb egyenlő, mint bármely eleme {\displaystyle L_{x}}-nek, és {\displaystyle R_{y}} egy eleme sem kisebb egyenlő, mint {\displaystyle x}.
A jelölés egyszerűsítésére elhagyjuk a halmazok zárójeleit, és az üres halmazokat. Így például {\displaystyle \{a,b\,|\,x\}} ugyanaz, mint {\displaystyle \{\{a,b\}|\{x\}\}}, illetve {\displaystyle \{|a\}} megegyezik az {\displaystyle \{\emptyset \,|\,\{a\}\}} szürreális számmal. A kisebb-egyenlő szabályt teljesítő {\displaystyle \{L|R\}} objektumot jólformáltnak is nevezik, hogy megkülönböztessék a nem jólformált objektumokról, amikről később a játékok kapcsán lesz szó.

### Relációk
A szürreális számok megfelelő relációkkal teljesen rendezhetők. Azonban a fent bevezetett {\displaystyle \leq } reláció még nem antiszimmetrikus, csak a reflexív és a tranzitív tulajdonságokat teljesíti. Ez azt jelenti, hogy abból, hogy {\displaystyle x\leq y} és hogy {\displaystyle y\leq x}, nem következik, hogy {\displaystyle x=y}. Ezen lehet segíteni az == reláció bevezetésével:
Legyen {\displaystyle x==y}, ha {\displaystyle x\leq y} és {\displaystyle y\leq x.}
Ez egy ekvivalenciareláció, aminek osztályai teljesen rendezettek. Ha x és y ugyanahhoz az ekvivalenciaosztályhoz tartozik, akkor ugyanazt a szürreális számot jelölik. Az x ekvivalenciaosztályát [x] jelöli, ahol x az ekvivalenciaosztályt reprezentálja. Ez az eljárás hasonló a törtek hányadosként való bevezetéséhez, vagy a valós számok Cauchy-sorozatokkal való definiálásához.

### Példák
Az első példa a két üres halmazzal definiált szürreális szám, mégpedig: {\displaystyle \{|\}=\{\emptyset |\emptyset \}}. Ez megfelel a konstrukciós szabálynak, mivel az üres halmazok nem tartalmaznak elemeket, amelyek megsértik a konstrukciós szabályt. Ezt a számot {\displaystyle \mathbf {0} } jelöli, és {\displaystyle [\mathbf {0} ]} ekvivalenciaosztályát egyszerűen úgy írjuk, hogy 0. Az összehasonlítás szabálya szerint
{\displaystyle \mathbf {0} \leq \mathbf {0} }.
A konstrukciós szabály alapján kapjuk a következő számokat:
{\displaystyle \{\mathbf {0} |\},\{|\mathbf {0} \}} és {\displaystyle \{\mathbf {0} |\mathbf {0} \}}
Az utolsó szám nem jólformált a {\displaystyle \mathbf {0} \leq \mathbf {0} } szabály miatt. Tehát az eddigi számok így rendezhetők:
{\displaystyle \{|\mathbf {0} \}<\mathbf {0} <\{\mathbf {0} |\}}
Itt {\displaystyle x<y} azt jelenti, hogy nem teljesül {\displaystyle y\leq x}. Ezeket az új számokat így jelöljük: {\displaystyle \{|\mathbf {0} \}=:\mathbf {-1} } és {\displaystyle \{\mathbf {0} |\}=:\mathbf {1} } és ekvivalenciaosztályaikat {\displaystyle -1} és {\displaystyle 1}. Mivel az ekvivalenciaosztályok eddig csak egy elemet tartalmaznak, a rendezés írható, mint
{\displaystyle -1<0<1}.
Még egyszer alkalmazva a konstrukciót az eddigi számokra a nem jólformáltak mellett a következő jólformáltakat kapjuk:
{\displaystyle \{|\mathbf {-1} \}==\{|\mathbf {-1} ,\mathbf {0} \}==\{|\mathbf {-1} ,\mathbf {1} \}==\{|\mathbf {-1} ,\mathbf {0} ,\mathbf {1} \}<}
{\displaystyle \{|\mathbf {0} ,\mathbf {1} \}==\mathbf {-1} <}
{\displaystyle \{\mathbf {-1} |\mathbf {0} \}==\{\mathbf {-1} |\mathbf {0} ,\mathbf {1} \}<}
{\displaystyle \{\mathbf {-1} |\}==\{|\mathbf {1} \}==\{\mathbf {-1} |\mathbf {1} \}==\mathbf {0} <}
{\displaystyle \{\mathbf {0} |\mathbf {1} \}==\{\mathbf {-1} ,\mathbf {0} |\mathbf {1} \}<}
{\displaystyle \{\mathbf {-1} ,\mathbf {0} |\}==\mathbf {1} <}
{\displaystyle \{\mathbf {1} |\}==\{\mathbf {0} ,\mathbf {1} |\}==\{\mathbf {-1} ,\mathbf {1} |\}==\{\mathbf {-1} ,\mathbf {0} ,\mathbf {1} |\}}
A következő megfigyeléseket tehetjük:
1. Négy új ekvivalenciaosztályunk van, {\displaystyle [\{|\mathbf {-1} \}]}, {\displaystyle [\{\mathbf {-1} |\mathbf {0} \}]}, {\displaystyle [\{\mathbf {0} |\mathbf {1} \}]} és {\displaystyle [\{\mathbf {1} |\}]}
2. Mindegyik osztály egynél több elemet tartalmaz
3. A szürreális szám értéke csak a legnagyobb bal és a legkisebb jobb elemtől függ.

Az első megfigyelés azt a kérdést veti fel, hogy hogyan értelmezzük az új osztályokat. Mivel {\displaystyle \{|\mathbf {-1} \}} kisebb, mint a {\displaystyle -1}, azért ez tekinthető a {\displaystyle \mathbf {-2} } számnak; ennek ekvivalenciaosztálya {\displaystyle -2}. Hasonlóan, az {\displaystyle \{\mathbf {1} |\}} számot {\displaystyle \mathbf {2} }-nek nevezzük; {\displaystyle \{\mathbf {-1} |\mathbf {0} \}} a {\displaystyle -1} és a {\displaystyle 0} között van, ezért azonosítjuk a {\displaystyle \mathbf {-1/2} } számmal, és hasonlóan {\displaystyle \{\mathbf {0} |\mathbf {1} \}} lesz az {\displaystyle \mathbf {1/2} }. Tehát az új ekvivalenciaosztályokat {\displaystyle -2}, {\displaystyle 2}, {\displaystyle -1/2} és {\displaystyle 1/2} jelöli. A szorzás és az összeadás bevezetése után ezt majd még jobban fogjuk látni.
A második megfigyelés ahhoz a kérdéshez vezet, hogy továbbra is azonosíthatjuk-e a szürreális számokat ekvivalenciaosztályukkal. A válasz igenlő, mivel:
Ha {\displaystyle [L_{x}]=[L_{y}]} és {\displaystyle [R_{x}]=[R_{y}]}, akkor {\displaystyle [\{L_{x}|R_{x}\}]=[\{L_{y}|R_{y}\}]}.
Itt {\displaystyle [X]=\{[x]:x\in X\}} az {\displaystyle X} elemeinek ekvivalenciaosztályaiból alkotott halmaz. Így a fentieket írhatjuk úgy is, mint:
{\displaystyle \{|-1\}=\{|-1,0\}=\{|-1,1\}=\{|-1,0,1\}=:-2<}
{\displaystyle \{|0,1\}=-1<}
{\displaystyle \{-1|0\}=\{-1|0,1\}=:-1/2<}
{\displaystyle \{-1|\}=\{|1\}=\{-1|1\}=0<}
{\displaystyle \{0|1\}=\{-1,0|1\}=:1/2<}
{\displaystyle \{-1,0|\}=1<}
{\displaystyle \{1|\}=\{0,1|\}=\{-1,1|\}=\{-1,0,1|\}=:2}
vagy rövidebben:
{\displaystyle -2<-1<-1/2<0<1/2<1<2}.
A harmadik megfigyelés szerint tetszőleges szürreális szám általánosítható véges jobb és bal halmazával. Így az {\displaystyle \{1,2|5,8\}} szürreális szám megegyezik a {\displaystyle \{2|5\}} szürreális számmal. Az elemeket megadó halmazok végtelenek is lehetnek, ezért ebben az esetben nem biztos, hogy van legnagyobb vagy legkisebb elem.

### Műveletek
A szürreális számokon végzett műveleteket így definiálják:
Összeadás{\displaystyle x+y=\{(L_{x}+y)\cup (x+L_{y})\;|\;(R_{x}+y)\cup (x+R_{y})\}}
Ellentett{\displaystyle -x=\{-R_{x}\,|\,-L_{x}\}}
Szorzás{\displaystyle x\cdot y=\{(L_{x}\cdot y+x\cdot L_{y}-L_{x}\cdot L_{y})\,\cup \,(R_{x}\cdot y+x\cdot R_{y}-R_{x}\cdot R_{y})\;|\;(L_{x}\cdot y+x\cdot R_{y}-L_{x}\cdot R_{y})\,\cup \,(R_{x}\cdot y+x\cdot L_{y}-R_{x}\cdot L_{y})\}}.
ahol a {\displaystyle +,-,\cdot } az operátorok halmazelméleti kiterjesztései, például
{\displaystyle X+y=\{x+y:x\in X\}},
{\displaystyle -X=\{-x:x\in X\}}
és
{\displaystyle X+Y=\{x+y:x\in X,\,y\in Y\}}
Ezek a műveletek jóldefiniáltak abban az értelemben, hogy nem vezetnek ki a jóldefiniált szürreális számok halmazából. Megállapítható, hogy a fenti jelölések megfelelnek várakozásainknak, ugyanis
{\displaystyle \mathbf {0} +\mathbf {0} =\mathbf {0} }, {\displaystyle \mathbf {1} +\mathbf {1} =\mathbf {2} }, {\displaystyle -(\mathbf {1} )=\mathbf {-1} } és {\displaystyle \mathbf {1/2} +\mathbf {1/2} ==\mathbf {1} }.
(Ügyeljünk a különbségre: {\displaystyle =} az egyenlőség, és {\displaystyle ==} az ekvivalencia!)
A műveletek átvihetők az ekvivalenciaosztályokra, ugyanis
{\displaystyle [x]=[x']} és {\displaystyle [y]=[y']} miatt {\displaystyle [x+y]=[x'+y']} és {\displaystyle [-x]=[-x']} és {\displaystyle [x\cdot y]=[x'\cdot y']}.
jóldefinált műveletek az ekvivalenciaosztályokkal. Végül belátható, hogy az ekvivalenciaosztályokon végezhető műveletek bírnak azokkal a tulajdonságokkal, amiket elvárunk az összeadástól, az ellentettképzéstől és a szorzástól.
Az ekvivalenciaosztályok a rendezéssel és a műveletekkel teljesítik a rendezett test tulajdonságait, de mivel nem alkotnak halmazt, ezért ez nem rendezett test.
A következőkben nem különböztetjük meg egymástól az ekvivalenciaosztályokat és a szürreális számokat.

## Generálás teljes indukcióval
Eddig nem vizsgáltuk részletesen, hogy milyen számok kaphatók meg a konstrukciós szabállyal, és melyek nem. Azokkal a számokkal kezdünk, amelyek véges sok lépésben megkaphatók. Induktívan definiáljuk az {\displaystyle S_{n}} halmazokat minden {\displaystyle n} természetes számra:
- {\displaystyle S_{0}=\{0\}}
- {\displaystyle S_{i+1}} az {\displaystyle S_{i}} halmazhoz hozzávesszük azokat a szürreális számokat, amelyek egy lépésben konstruálhatók {\displaystyle S_{i}} részhalmazaiból.

Az összes, valamelyik {\displaystyle S_{i}} halmazban megtalálható szürreális szám halmazát {\displaystyle S_{\omega }}-nak nevezzük. Az első néhány halmaz a következő:
{\displaystyle S_{0}=\{0\}}
{\displaystyle S_{1}=\{-1<0<1\}}
{\displaystyle S_{2}=\{-2<-1<-1/2<0<1/2<1<2\}}
{\displaystyle S_{3}=\{-3<-2<-1\,1/2<-1<-3/4<-1/2<-1/4<0<1/4<1/2<3/4<1<1\,1/2<2<3\}}
Ez alapján észrevehetjük a következőket:
- Egész számok: a maximum mindig eggyel nő, a minimum eggyel csökken.
- Törtek: minden eddigi szomszédos szám között megjelenik egy új szám.

Eszerint minden diadikus törtet megkapunk, vagyis azokat a törteket, amelyek {\displaystyle a/2^{b}} alakúak, ahol a és b egészek. Más törtek azonban nincsenek {\displaystyle S_{\omega }}-ban.

## A végtelenig, és azon is túl
Miután már megkaptuk az {\displaystyle S_{\omega }} halmazt, tovább folytathatjuk a generálást. Így kapjuk az {\displaystyle S_{\omega +1}}, {\displaystyle S_{\omega +2}} halmazokat, amelyek most mindkét oldalon végtelen számú elemet tartalmaznak. Transzfinit indukcióval minden a rendszámhoz definiálhatunk Sa halmazt.
A szürreális szám születésnapjának nevezzük azt az a rendszámot, amire Sa tartalmazza a szürreális számot, de egyetlen kisebb rendszámú halmazban sincs benne a szürreális szám. Például a 0 születésnapja 0, az 1/2 születésnapja 2.
Megmutatható, hogy {\displaystyle \{\{a\}|\{b\}\}} a legöregebb szürreális számot határozza meg a és b között. A fent megadott {\displaystyle \{\{1,2\}|\{5,8\}\}} szám egyenlő a {\displaystyle \{2|5\}} számmal, és a legöregebb szám {\displaystyle 2} és {\displaystyle 5} között a 3.
Már az {\displaystyle S_{\omega +1}}-ben találhatunk törteket, amelyek nem voltak jelen {\displaystyle S_{\omega }}-ban. Például
{\displaystyle \mathbf {1/3} =\{\{a/2^{b}\in S_{\omega }|3a<2^{b}\}|\{a/2^{b}\in S_{\omega }|3a>2^{b}\}\}}.
A definíció korrektségét mutatja, hogy: {\displaystyle \mathbf {3} \cdot (\mathbf {1/3} )==\mathbf {1} }.
Az {\displaystyle S_{\omega +1}} tartalmazza az összes valós számot. Ezt az intervallumok skatulyázása mutatja meg, amivel minden egyes valós szám egyértelműen előáll. Az {\displaystyle S_{\omega }} már tartalmazza a {\displaystyle k/2^{j}} alakú számokat. Ezekkel a számokkal mint határpontokkal már minden valós szám skatulyázható. A kisebb végpontokat felvesszük a bal, a nagyobb végpontokat a jobb halmazba, és ezzel már meg is adtuk a valós számot.
De {\displaystyle S_{\omega +1}} más számokat is tartalmaz, például a következő infinitezinális számot:
{\displaystyle \mathbf {\varepsilon } =\{0|...,1/16,1/8,1/4,1/2,1\}}.
Könnyű látni, hogy ez a szám pozitív, de minden pozitív törtnél kisebb. A szürreális számok között nem ez az egyedüli infinitezimális szám, hiszen:
{\displaystyle 2\varepsilon =\{\varepsilon |\ldots ,\varepsilon +1/16,\varepsilon +1/8,\varepsilon +1/4,\varepsilon +1/2,\varepsilon +1\}},
{\displaystyle \varepsilon /2=\{0|\varepsilon \}}.
amelyeket az {\displaystyle S_{\omega +2}} tartalmaz.
Emellett végtelen nagy számok is találhatók már {\displaystyle S_{\omega +1}}-ben, mint például
{\displaystyle \omega =\{S_{\omega }|\}}.
Ez a szám nagyobb, mint {\displaystyle S_{\omega }} minden eleme, többek között mint minden egész szám. Megfelel az {\displaystyle \omega }-nak, ami {\displaystyle S_{\omega }} címkéje. Ekvivalensen,
{\displaystyle \omega =\{1,2,3,4,\ldots |\}}.
Minden rendszám megjelenik a szürreális számok között.
Mivel az összeadás és a szorzás minden szürreális számra definiálva van, az {\displaystyle \omega } szürreális számmal ugyanúgy számolhatunk, mint a többivel:
{\displaystyle \omega +1=\{\omega |\}} és
{\displaystyle \omega -1=\{S_{\omega }|\omega \}}.
Ez nagyobb tagokra is teljesül:
{\displaystyle \omega +2=\{\omega +1|\}},
{\displaystyle \omega +3=\{\omega +2|\}},
{\displaystyle \omega -2=\{S_{\omega }|\omega -1\}},
{\displaystyle \omega -3=\{S_{\omega }|\omega -2\}}
és még magával az {\displaystyle \omega } szürreális számmal:
{\displaystyle \omega +\omega =\{\omega +S_{\omega }|\}}
ahol {\displaystyle x+Y=\{x+y|y\in Y\}} mint fent.
Ahogy {\displaystyle 2\cdot \omega =\omega +\omega } nagyobb, mint {\displaystyle \omega }, az {\displaystyle \omega /2} kisebb, mint {\displaystyle \omega }, mivel
{\displaystyle \omega /2=\{S_{\omega }|\omega -S_{\omega }\}}
ahol {\displaystyle x-Y=\{x-y|y\in Y\}}.
Végül megtaláljuk az összefüggést {\displaystyle \omega } és {\displaystyle \varepsilon } között, hiszen
{\displaystyle \varepsilon \cdot \omega =1}.
Ügyelni kell arra, hogy ebben a számkörben másként viselkednek a rendszámok, mint egyébként: rendszámként {\displaystyle 1+\omega =\omega <\omega +1}, míg szürreális számként {\displaystyle 1+\omega =\omega +1>\omega }.
A szürreális számok konstrukciójával annyi szám konstruálható, hogy nincs halmaz, ami befogadná az összest; a szürreális számok valódi osztályt alkotnak, ezért nem alkotnak rendezett testet sem.
Mivel minden szürreális szám megalkotható nála öregebb szürreális számokból, használható a transzfinit rekurzió elve. Ehhez azt kell megmutatni, hogy ha egy tulajdonság teljesül {\displaystyle X_{L}} és {\displaystyle X_{R}} elemeire, akkor az {\displaystyle x=\{X_{L}|X_{R}\}} szürreális számra is teljesül.

## Alternatív definíciók

### Előjelfüggvények
Egy alternatív értelmezésben a szürreális számok a rendszámokból a { −1, +1 } halmazba képező függvények. Két ilyen függvény közül x egyszerűbb, mint y, ha x leszűkítése y-nak, vagyis minden olyan helyen, ahol x értelmezve van, ott y is értelmezve van, és értékeik megegyeznek.
A szürreális számok értelmezéséhez az értelmezési tartományon kívüli elemeket -1-nél nagyobbnak és 1-nél kisebbnek tekintjük. Így x < y, ha ezek közül valamelyik teljesül:
- x egyszerűbb, mint y, és y(dom(x)) = + 1;
- y egyszerűbb, mint x, és 'x(dom(y)) = − 1;
- van egy z, hogy z egyszerűbb, mint x és y, és x(dom(z)) = − 1 és y(dom(z)) = + 1.

Ekvivalensen, legyen δ(x,y) = min({ dom(x), dom(y)} ∪ { α :
α < dom(x) ∧ α < dom(y) ∧ x(α) ≠ y(α) }),
úgy, hogyx = y akkor és csak akkor, ha δ(x,y) = dom(x) = dom(y). Ekkor az x és y számokra x < y akkor és csak aklkor teljesül, ha:
- δ(x,y) = dom(x) ∧ δ(x,y) < dom(y) ∧ y(δ(x,y)) = + 1;
- δ(x,y) < dom(x) ∧ δ(x,y) = dom(y) ∧ x(δ(x,y)) = − 1;
- δ(x,y) < dom(x) ∧ δ(x,y) < dom(y) ∧ x(δ(x,y)) = − 1 ∧ y(δ(x,y)) = + 1.

Az x és y számokra x ≤ y akkor és csak akkor, ha x < y ∨ x = y, és x > y akkor és csak akkor, ha y < x. Tehát x ≥ y akkor és csak akkor, ha y ≤ x.
Az így bevezetett < reláció tranzitív, és trikhotómia is teljesül, azaz akárhogy választjuk az x, y számokat, x < y, x = y, vagy x > y valamelyike fennáll. Ez azt jelenti, hogy < teljes rendezés (egy valódi osztályon).
Az L és R halmazokra, ha ∀x ∈ L ∀y ∈ R (x < y), akkor egyértelműen van egy z szám, hogy
- ∀x ∈ L (x < z) ∧ ∀y ∈ R (z < y),
- Minden w számra, amire ∀x ∈ L (x < w) ∧ ∀y ∈ R (w < y), w = z vagy z egyszerűbb, mint w.

Továbbá z konstruálható az L és R halmazokból transzfinit indukcióval: z a legegyszerűbb szám L és R között. Jelölje ezt az egyértelmű z számot σ(L,R).
Egy x számra definiáljuk az L(x) bal és az R(x) jobb halmazt a következőképpen:
- L(x) = { x|α : α < dom(x) ∧ x(α) = + 1 };
- R(x) = { x|α : α < dom(x) ∧ x(α) = − 1 },

akkor σ(L(x),R(x)) = x.
A konstrukció előnye az, hogy az egyenlőséget eleve ekvivalenciarelációként vezeti be. Hátránya az, hogy Conway konstrukciójával szemben a rendszámokat már meglevőnek és rendezettnek tételezi fel, míg Conway konstrukciójában a szürreális számokkal együtt vannak megkonstruálva.
Vannak hasonló konstrukciók, amelyek elkerülik a szürreális számok rendezését. A függvényeket az eddig definiált szürreális számokon értelmezzük, értékkészletük { −, + }; továbbá feltesszük, hogy ∀g ∈ dom f (∀h ∈ dom g (h ∈ dom f )). Ezzel az egyszerűbb, mint definíciója is egyszerű: x egyszerűbb, mint y, ha x ∈ dom y. A teljes rendezés az összes elemet rendezett párnak tekinti: vagy x = y, vagy a z = x ∩ y szürreális szám x vagy y (vagy mindkettő) értelmezési tartományában van. Ekkor teljesül x < y, ha x(z) = − vagy y(z) = + . Az előjelsorozatokká való konvertáláshoz fel kell sorolni az értelmezési tartomány elemeit egyszerűség szerint, és hozzájuk leírni az előjeleket. Ezek közül azok lesznek a rendszámok, melyek értékkészlete { + }.

#### Összeadás és szorzás
Az x és y számok összegét dom(x) és dom(y) halmazok indukciója alapján definiálhatjuk:
x + y = σ(L,R), ahol
- L = { u + y : u ∈ L(x) } ∪{ x + v : v ∈ L(y) },
- R = { u + y : u ∈ R(x) } ∪{ x + v : v ∈ R(y) }.

A nullelem a 0 = { }, vagyis a nulla az üres függvény. Ha x szám, akkor ellentettje −x, ahol dom(− x) = dom(x), és az értékek ellentettjükre változnak, azaz α < dom(x), (− x)(α) = − 1 ha x(α) = + 1, és (− x)(α) = + 1 ha x(α) = − 1.
Következik, hogy ha x szürreális szám, akkor x pozitív, ha 0 < dom(x), és x(0) = + 1, és x negatív, ha 0 < dom(x) és x(0) = − 1.
Ha x és y szürreális számok, akkor szorzatukat xy jelöli. Ezt induktívan definiáljuk a következőképpen:
dom(x) és dom(y) alapján xy = σ(L,R), ahol
- L = { uy + xv − uv : u ∈ L(x), v ∈ L(y) } ∪ { uy + xv − uv : u ∈ R(x), v ∈ R(y) },
- R = { uy + xv − uv : u ∈ L(x), v ∈ R(y) } ∪ { uy + xv − uv : u ∈ R(x), v ∈ L(y) }.

Az egységelem az 1 = { (0,+ 1) } szürreális szám, 1(0) = + 1.

#### Megfeleltetés Conway konstrukciójával
Conway reprezentációjáról az előjelekre ezzel térhetünk át: f({ L | R }) = σ(M,S), ahol M = { f(x) : x ∈ L } és S = { f(x) : x ∈ R }.
Conway reprezentációjára úgy térhetünk át, hogy g(x) = { L | R }, ahol L = { g(y) : y ∈ L(x) } és R = { g(y) : y ∈ R(x) }.

### Axiomatikus megközelítés
Alling a közvetlen konstrukció helyett axiómákkal építette fel a szürreális számokat. Axiómarendszere izomorfizmus erejéig egyértelműen jellemzi a szürreális számokat.
Egy {\displaystyle \langle \mathbf {No} ,\mathrm {<} ,b\rangle } hármas szürreális számrendszer, ha teljesíti a következőket:
- < teljes rendezése No-nak.
- értelmezve van egy b születésnapfüggvény No-ról a rendszámokba.
- Legyenek A és B részosztályai No-nak, hogy minden x ∈ A és y ∈ B elemre x < y, vagyis 〈 A,B 〉No Conway-szelete. Ekkor van egy z ∈ No, hogy b(z) minimális, és minden x ∈ A és y ∈ B-re x < z < y. (Conway egyszerűségi tétele).
- Továbbá, ha α nagyobb, mint b(x) minden x ∈ A, B elemre, akkor b(z) ≤ α. Alling megfogalmazásában ez teszi teljessé a szürreális számrendszert.

Conway konstrukciója és az előjelfüggvényes konstrukció megfelel ezeknek az axiómáknak.
Ezekkel az axiómákkal Alling levezette Conway definícióját a ≤ relációra és megalkotta az aritmetikát is.

### Hahn-sorok
Alling azt is belátta, hogy a szürreális számok struktúrája izomorf a valós együtthatós Hahn-sorozatokkal, amiknek értékei éppen a szürreális számok. Ez kapcsolatot teremt a szürreális számok és a rendezett testek elméletének konvencionálisabb matematikai megközelítése között.
Ez az izomorfizmus a szürreális számokat megfelelteti egy értékkel ellátott testnek, ahol a kiértékelés
additív inverze a Conway-normálforma főegyütthatójának kitevőjének, például ν(ω) = -1. Ez a kiértékelésgyűrű a véges szürreális számokból áll. Az előjel megváltoztatása arra vezethető vissza, hogy a Conway-normálforma egy jólrendezett halmaz megfordítása, míg a Hahn-sorokat az értékcsoport jólrendezett részhalmazaival definiálják.

## Halmazelméleti fontosság
A szürreális számok valódi osztályt alkotnak a Zermelo-Fraenkel halmazelméleti axiómarendszerben. Ez belátható azzal, hogy már maguk a rendszámok is valódi osztályt alkotnak. Mivel a definíció halmazokat említ, ezért a valódi osztályok nem kerülhetnek az egyik oldalra sem. Nem lehet az egyik sem egyenlő az összes szürreális számmal, vagy csak az összes rendszámmal, így elkerülhetők bizonyos paradoxonok.

## Kapcsolat a hiperreális számokkal
Philip Ehrlich izomorfizmust konstruált a Conway konstrukciójával felépített szürreális számok és a Neumann–Bernays–Gödel-halmazelmélet maximális hiperreálisai között.

## Komplexen túli számok
A komplexen túli számok a komplex számokhoz hasonlóan képezhetők a szürreális számokból, vagyis {\displaystyle a+bi} alakúak, ahol a és b szürreális szám. A komplexen túli számok algebrailag zárt testszerű struktúrát alkotnak, ami izomorf a racionális számok független transzcendens elemekből alkotott valódi osztályával vett kiterjesztésével generált test algebrai lezártjával. Izomorfia erejéig ez jellemzi a komplexen túli számokat.

## Általánosítás
A konstrukció a halmaz szó mellett még azt a kikötést is tartalmazza, hogy a bal halmaz elemei kisebbek a jobb halmaz elemeinél. Ha ezt a korlátozást elhagyjuk, akkor a játék fogalmához jutunk. Tehát a játékok konstrukciós szabálya:
Ha {\displaystyle L} és {\displaystyle R} játékok halmaza, akkor {\displaystyle \{L|R\}} játék.
Az összehasonlítás és a műveletek definíciója ugyanaz, mint a szürreális számoknál.
Minden szürreális szám játék, de fordítva ez már nem igaz; vannak nem jól formált játékok is, például a {\displaystyle \{\mathbf {0} |\mathbf {0} \}}. A játékok osztálya általánosabb, és nem is teljesül rájuk az összes tulajdonság, mint ami a szürreális számokra. Nem alkotnak rendezett testhez hasonló struktúrát, mivel a rendezés csak részben rendezés. A szürreális számok lehetnek pozitívok, negatívok, és nullával egyenlők; egy játék lehet, hogy nem hasonlítható össze a nullával, ekkor fuzzynak nevezzük. Sőt, már maga a testszerűség is sérül, hiszen ha {\displaystyle x}, {\displaystyle y}, {\displaystyle z} játékok, és {\displaystyle x==y}, akkor nem biztos, hogy {\displaystyle x\cdot z==y\cdot z}.

## Kapcsolat a játékelmélettel
Eredetileg a go motiválta a szürreális számokat, és számos kapcsolat áll fenn ismert játékok és a szürreális számok között. A játékról a következőket tesszük fel:
- Determinisztikus, nincs kockadobás vagy kártyapakli.
- Ketten játszanak, Bal és Jobb.
- Nincsenek rejtett információk, mint a lefordított kártyalapok.
- A játékosok felváltva lépnek.
- Minden játék véges sok lépés után véget ér valamelyik játékos győzelmével.
- Ha egy játékos nem tud lépni, akkor veszít, és a játék véget ér. A sakkban lehet, hogy ilyenkor döntetlen az eredmény.

Ilyen játék a sakk, a dáma, a go és a malom, de nem ilyen a legtöbb kártyajáték.
A legtöbb játékban kezdetben a két játékos helyzete szimmetrikus. Nem ilyen például a hnefatafl. A játék folyamán az egyes lépések nyomán kialakulnak olyan helyzetek, amelyikben az egyik fél előnyben van, például gyalogelőny, vagy helyzeti előny a sakkban. A parti elemzéséhez minden álláshoz hozzárendelnek egy játékot. Egy helyzet értéke egy {\displaystyle \{L|R\}} játék, ahol L tartalmazza azokat a helyzeteket, amiket Bal lépése hozhat létre, és R azokat a helyzeteket, amelyek Jobb lépése nyomán jöhetnek létre. Ez a módszer érdekes eredményeket ad. Tegyük fel, hogy két, tökéletesen játszó játékos egy olyan helyzetben találja magát, amit egy x játék ír le. Ekkor a következőképpen meg lehet jósolni a győztest:
- Ha {\displaystyle x>0}, akkor Bal nyer.
- Ha {\displaystyle x<0}, akkor Jobb nyer.
- Ha {\displaystyle x=0}, akkor a lépésen levő játékos veszít.
- Ha x fuzzy, akkor a lépésen levő játékos nyer.

Egyes játékokban a végjátékban a játék több különálló részre esik szét. Ilyen például a go, amiben a semleges terület több kisebb részre szakad, amelyek mindegyike önálló kis gopartiként viselkedik. Hasznos lenne ezeket külön elemezni, és az eredményeket kombinálni, Ez azonban nem könnyű feladat. Lehet, hogy külön-külön ugyanaz a játékos nyerne, de együtt már a másik játékos nyer. Azonban ennek is megvan a módja:
Tétel: Ha egy parti két kisebb, független partira osztható, amiket az x és y játékok adnak meg, akkor az összjáték az x + y játékkal jellemezhető.
Szavakkal: A parti megkapható független részjátékainak összegeként.

## Történetük
Conway a szürreális számokat csak a játékok után fedezte fel. A játékokra lazább szabályok vonatkoznak; a nem jólformált szürreális számok is játékok. A go végjátékait elemezte, és olyan módszert próbált kidolgozni, amivel kombinálhatók az egyes részjátékok. Így fejlesztette ki a kombinatorikus játékelméletet, amiben a játékokra definiálható az összeadás, az ellentettképzés és az összehasonlítás. Csak később vette észre, hogy a játékok egy bizonyos osztálya érdekes tulajdonságokkal bír, és ellátta őket szorzással, amivel teljesülnek a kívánt tulajdonságok, és amivel megmutatható, hogy a valós számok is közöttük vannak.

## Fordítás
- Ez a szócikk részben vagy egészben  a   Surreale Zahl című német Wikipédia-szócikk fordításán alapul.  Az eredeti cikk szerkesztőit annak laptörténete sorolja fel. Ez a jelzés csupán a megfogalmazás eredetét és a szerzői jogokat jelzi, nem szolgál a cikkben szereplő információk forrásmegjelöléseként.
- Ez a szócikk részben vagy egészben  a   Surreal number című angol Wikipédia-szócikk fordításán alapul.  Az eredeti cikk szerkesztőit annak laptörténete sorolja fel. Ez a jelzés csupán a megfogalmazás eredetét és a szerzői jogokat jelzi, nem szolgál a cikkben szereplő információk forrásmegjelöléseként.